# 鄱阳湖生态经济区
鄱阳湖生态经济区指以江西鄱阳湖为中心的一个经济区，包括南昌市、景德镇市、鹰潭市、九江市、新余市、抚州市、宜春市、上饶市8个地级市在内的地区，但在具体范围的确定上，可能是泛指市域，也可能仅指市区。这些城市共同构成了环鄱阳湖城市群。该经济区力图在保护生态的基础上大力发展经济。
2009年12月12日，国务院正式批复《鄱阳湖生态经济区规划》，标志着建设鄱阳湖生态经济区正式上升为国家战略。

## 产业发展
该经济区将形成以南昌为中心的光电产业基地、以新余为中心的新能源产业基地、以樟树为中心的生物产业基地、以鹰潭为中心的铜产业基地、以新余为中心的钢铁产业基地、以九江为中心的化工产业基地等十余个产业基地。
根据中国国家中长期重点规划，江西省将按照“集聚经济，高效开发”的功能定位，工业产业相对集中布局在高效集约发展区。重点发展科技创新型、资源节约型和环境友好型工业，优先发展战略性新兴产业、高新技术产业，大力发展先进制造业，加快改造提升传统优势产业。

## 重点工程
推进“两核一控”，即彭泽核电站、万安核电站和鄱阳湖水利枢纽工程。

## 交通
打造南昌、九江、景德镇、鹰潭的区域性交通枢纽地位。